# Віджай Бенедікт
Віджай Бенедикт — індійський співак, найбільш відомий як виконавець заголовної пісню «I Am a Disco Dancer» у фільмі «Танцюрист диско».

## Біографія
Бенедикт вивчав індійську класичну музику і закінчив аспірантуру з управління бізнесом. Його співоча кар'єра почалася в 1978 році, коли він заспівав «Nazar Lage Na Saathiyon» у фільмі «Des Pardes». Але пізніше цю пісню для Діва Ананда перезняли з іншими голосами. Чотири роки по тому в індійський чарт сенсаційно увірвалася «I Am a Disco Dancer» і відразу зробила Віджая зіркою.
З тих пір він став подорожувати з концертами по всьому світу і продовжив працювати в кіноіндустрії. Його голос добре підходив для Говінди, Джекі Шрофф і Ааміра Хана, але в основному він співав для Мітхуна Чакраборті і вважався його «голосом» в піснях.
Бенедикт заспівав майже в 40 фільмах Боллівуду, але відмовився від кар'єри через смерть молодшого брата, якого застрелили в Німеччині. Зовсім випадково його брат став свідком угоди з наркотиками, і був застрелений цими торговцями, після того, як поскаржився в поліцію. Смерть брата настільки вразила Бенедікта, що в пошуках відповідей він присвятив себе християнської релігії. З тих пір він співає християнські пісні.

## Вибрані пісні
- Танцюрист диско (1982) — «I Am a Disco Dancer»
- Kasam Paida Karne Wale Ki[en] (1984) — «Kasam Paida Karne Wale Ki»
- Aandhi-Toofan[en] (1985) — «Banu Ko Mil Gaya Janu»
- Maa Kasam[en] (1985)
- Sadaa Suhagan[en] (1986) — «Hum Hain Naujawan»
- Dance Dance[en] (1987) — «Dance Dance», «Aa Gaya Aa Gaya Halwa Wala», «Everybody Dance with Papa»
- Pyaar Karke Dekho[en] (1987) — «Its My Challenge»
- Commando[en] (1988) — «O Mere Apne», « Maine Maine Tujhe», «Its a Dance Party»
- Hum Intezaar Karenge[en] (1989)
- Farz Ki Jung[en] (1989) «Naachenge Gayengi»
- Sikka (1989) — «Blow Hot Blow Cold»
- Love Love Love[en] (1989) — «We Are in Love», «Jeene Hai Pyar Main Jeena», «Main Tujhse Pyaar Karta Hoon»
- Naachnewale Gaanewale (1990) — «Aayi Naseebowali Raat»
- Yaadon Ke Mausam (1990) — «Dil Dil Hindustan»
- Pyaar Ka Saaya[en] (1991) — «Tu Chaahat Hai Tu Dhadkan Hai»
- Laal Paree[en] (1991) — «No Objection»
- Meri Jaaneman (1992) — «Romance Romance»